# 世界 (雑誌)
『世界』（せかい）は、岩波書店が発行している総合雑誌である。1946年1月1日創刊。
論調は、創刊時は古典的自由主義であったが、同年4月25日に岩波書店創業者である岩波茂雄が死去した後は初代『世界』編集長であった吉野源三郎の意向により革新色を強め、東京都知事美濃部達吉の秘書を1967年から1970年まで務め、東京都に朝鮮学校の認可をさせるなどした安江良介が編集部に戻り、翌1972年に編集長となるとリベラルな進歩的文化人を中心にする雑誌となった。
発行部数は不明だが、文藝春秋社『文藝春秋』（61万9000部）、中央公論新社『中央公論』（4万1000部）の2誌と比較して、「かなり少ない」と推定される。岩波書店は同業他社と異なり、買い切り制で売れ残りを仕入れ値と同額で出版社に返品出来ないために、岩波書店の書籍自体が岩波文庫の人気作品以外は置いていない本屋が増加傾向にある。更に、政治色が強く、購買層も限られるため、1996年時点でも単体では赤字かギリギリ黒字ラインと推定されている。

## 概要
雑誌名『世界』の命名者は谷川徹三である。
初代編集長は、『君たちはどう生きるか』の著者である吉野源三郎。最高責任者には岩波書店創業者岩波茂雄の親友であった安倍能成を擁した。安江良介も長きにわたって編集長を務めた。
岩波茂雄は玄洋社総帥の頭山満に心酔しており、その正伝も岩波書店から出版する予定だったほどで、『世界』も心あるインテリ路線を目指し、安倍能成、和辻哲郎、田中耕太郎らオールド・リベラリストが執筆する自由主義的な文化雑誌として創刊した。
1946年に岩波茂雄が死去した後は、吉野の編集方針転換で政治雑誌となり、左翼的論調を強めた。『世界』がいわゆる「進歩的文化人」の牙城とみなされるようになったのは、吉野の編集長就任以後であり、通俗的な印象に反して、『世界』はこの際に大きく読者を減らした。
歴史教科書問題、沖縄戦など特定のテーマを扱う『世界臨時増刊号』や『別冊世界』も不定期発行される。
2022年のロシアのウクライナ侵略後には『ウクライナ侵略戦争—世界秩序の危機』という臨時増刊を発行した。その巻頭文に「100パーセント同意できない意見を自動的に「悪」と見なして徹底的にやっつける権利を「善」である自分に与える。」「戦場から伝えられる美談の数々に酔っている世界に、ある種の危うさを感じる」「誰が加害者で、誰が被害者か、白黒のつけやすさゆえに、世界は自ら考えるという労を要さない安易な勧善懲悪の悦に浸りすぎてはいないか。加害者ロシアは独裁国家でプロパガンダ常習犯だからその言い分はすべて虚偽であり、被害者ウクライナとその支援国が言うことはすべて信じられるという安易な確信に甘んじ、安全な距離から感傷と独善に浸っていないか」「プーチンの暴挙であると同時に、西側の外交的失敗でもある。」とする内容を載せた。『東京新聞』は「雑誌『世界』臨時増刊『ウクライナ侵略戦争—世界秩序の危機』（岩波書店）に寄せた巻頭文が話題を呼んでいる」とし、肯定的紹介をしている。

## インターネットでの展開
2018年3月13日、インターネット版「WEB世界」が開設された。
Twitter（現・X）による発信も行なっていたが、アカウント「@WEB_SEKAI」が凍結されたことを2023年7月18日に編集部が確認し、問い合わせと異議申し立てを行なった。Twitter運営会社は「プラットフォームの悪用とスパムを禁止するルール」への違反が理由と『世界』編集部に説明し、『朝日新聞』の取材には「ルールに従った判断」で恣意的対応ではないと回答した。

## 部数

### 愛読月刊誌ランキング
| 実施年 | 世界       | 中央公論 | 改造     | 文藝春秋 |
| ------ | ---------- | -------- | -------- | -------- |
| 1947   | 調査無し   | 調査無し | 調査無し | 調査無し |
| 1948   | 24位       | 14位     | 15位     | 8位      |
| 1949   | ランク圏外 | 12位     | 13位     | 8位      |
| 1950   | 26位       | 10位     | 12位     | 3位      |
| 1951   | 23位       | 11位     | 13位     | 1位      |
| 1952   | 21位       | 9位      | 13位     | 2位      |
| 1953   | 16位       | 11位     | 17位     | 2位      |
| 1954   | 15位       | 11位     | 19位     | 2位      |
| 1955   | 15位       | 12位     | 廃刊     | 2位      |
| 1956   | 18位       | 12位     | 廃刊     | 2位      |
| 1957   | 18位       | 11位     | 廃刊     | 2位      |
| 1958   | ランク圏外 | 12位     | 廃刊     | 3位      |
| 1959   | 19位       | 10位     | 廃刊     | 3位      |
| 1960   | 19位       | 9位      | 廃刊     | 2位      |
| 1961   | 19位       | 15位     | 廃刊     | 2位      |
| 1962   | 19位       | 11位     | 廃刊     | 2位      |
| 1963   | 29位       | 12位     | 廃刊     | 2位      |
| 1964   | 20位       | 10位     | 廃刊     | 2位      |
| 1965   | 23位       | 12位     | 廃刊     | 1位      |
| 1966   | 19位       | 9位      | 廃刊     | 1位      |
| 1967   | 17位       | 10位     | 廃刊     | 1位      |
| 1968   | 21位       | 10位     | 廃刊     | 1位      |
| 1969   | 調査無し   | 調査無し | 廃刊     | 調査無し |
| 1970   | 25位       | 25位     | 廃刊     | 1位      |
| 1971   | 23位       | 13位     | 廃刊     | 1位      |
| 1972   | 27位       | 12位     | 廃刊     | 2位      |
| 1973   | 29位       | 14位     | 廃刊     | 1位      |
| 1974   | ランク圏外 | 17位     | 廃刊     | 1位      |
| 1975   | 調査無し   | 調査無し | 廃刊     | 調査無し |
| 1976   | 調査無し   | 調査無し | 廃刊     | 調査無し |
| 1977   | 調査無し   | 調査無し | 廃刊     | 調査無し |
| 1978   | 調査無し   | 調査無し | 廃刊     | 調査無し |
| 1979   | 調査無し   | 調査無し | 廃刊     | 調査無し |
| 1980   | 調査無し   | 調査無し | 廃刊     | 調査無し |
| 1981   | 調査無し   | 調査無し | 廃刊     | 調査無し |
| 1982   | 調査無し   | 調査無し | 廃刊     | 調査無し |
| 1983   | 調査無し   | 調査無し | 廃刊     | 調査無し |
| 1984   | 調査無し   | 調査無し | 廃刊     | 調査無し |
| 1985   | 調査無し   | 調査無し | 廃刊     | 調査無し |
| 1985   | 調査無し   | 調査無し | 廃刊     | 調査無し |

| 実施年 | 世界       | 中央公論   | 改造 | 文藝春秋 |
| ------ | ---------- | ---------- | ---- | -------- |
| 1947   | 2位        | 3位        | 5位  | 6位      |
| 1948   | 13位       | 15位       | 12位 | 7位      |
| 1949   | 22         | 12位       | 13位 | 8位      |
| 1950   | 26位       | 10位       | 13位 | 3位      |
| 1951   | 22位       | 12位       | 14位 | 2位      |
| 1952   | ランク圏外 | 9位        | 14位 | 1位      |
| 1953   | 18位       | 12位       | 19位 | 3位      |
| 1954   | 16位       | 12位       | 18位 | 3位      |
| 1955   | 18位       | 13位       | 廃刊 | 3位      |
| 1956   | 20位       | 12位       | 廃刊 | 3位      |
| 1957   | 19位       | 12位       | 廃刊 | 3位      |
| 1958   | ランク圏外 | 12位       | 廃刊 | 4位      |
| 1959   | 20位       | 10位       | 廃刊 | 4位      |
| 1960   | 20位       | 10位       | 廃刊 | 2位      |
| 1961   | 19位       | 11位       | 廃刊 | 2位      |
| 1962   | 22位       | 12位       | 廃刊 | 2位      |
| 1963   | 33位       | 13位       | 廃刊 | 2位      |
| 1964   | 22位       | 12位       | 廃刊 | 1位      |
| 1965   | 23位       | 12位       | 廃刊 | 1位      |
| 1966   | 22位       | 10位       | 廃刊 | 1位      |
| 1967   | 18位       | 10位       | 廃刊 | 1位      |
| 1968   | 24位       | 9位        | 廃刊 | 1位      |
| 1969   | 22位       | 9位        | 廃刊 | 1位      |
| 1970   | 27位       | 17位       | 廃刊 | 1位      |
| 1971   | 27位       | 12位       | 廃刊 | 1位      |
| 1972   | 27位       | 15位       | 廃刊 | 2位      |
| 1973   | 31位       | 11位       | 廃刊 | 1位      |
| 1974   | ランク圏外 | 18位       | 廃刊 | 1位      |
| 1975   | 37位       | 17位       | 廃刊 | 1位      |
| 1976   | 50位       | 27位       | 廃刊 | 1位      |
| 1977   | 47位       | 16位       | 廃刊 | 1位      |
| 1978   | ランク圏外 | 27位       | 廃刊 | 1位      |
| 1979   | 調査無し   | 調査無し   | 廃刊 | 調査無し |
| 1980   | 調査無し   | 調査無し   | 廃刊 | 調査無し |
| 1981   | ランク圏外 | 21位       | 廃刊 | 1位      |
| 1982   | ランク圏外 | 35位       | 廃刊 | 1位      |
| 1983   | ランク圏外 | ランク圏外 | 廃刊 | 1位      |
| 1984   | ランク圏外 | 39位       | 廃刊 | 1位      |
| 1985   | ランク圏外 | ランク圏外 | 廃刊 | 1位      |
| 1985   | ランク圏外 | ランク圏外 | 廃刊 | 1位      |

### 論点
創刊号の発売日には岩波書店小売部に行列ができたこともあり、当時の編集長吉野源三郎は1946年9月号の編集後記で、全国の小売店からの注文は28万部あったが発行部数は8万部で全く注文に応えられていなかった状況を説明している。しかし、創刊から数年で発行部数は落ち、1951年頃は3万部程度であった。毎日新聞社実施の『全国読書世論調査』（期間は1947～1986年）では、世界は同じ総合雑誌の『中央公論』（最大実売数14万部）に3～41位程度差を付けられており（1947年、1948年を除く）、購読者数や読者数はかなり差を付けられていた。

### 部数に関する評価
重光葵、加瀬俊一、山本有三、志賀直哉、和辻哲郎、田中耕太郎、谷川徹三、安倍能成、柳宗悦ら同心会から雑誌の刊行の話が持ち上がり、安倍能成の仲介で岩波茂雄に刊行を申し出た。日本が第二次世界大戦で敗れた後、岩波茂雄は心あるインテリ知識を社会に伝えるため新雑誌の創刊を企画していたため、話はまとまり『世界』は創刊された。吉野によると、『世界』創刊について同心会と岩波書店の解釈が食い違い、「（岩波茂雄は）自分のところから出す雑誌を同心会の方々が世話して」くれると解釈し、同心会は「会の機関誌の発行を岩波書店が引き受けた」と解釈していたという。
オールドリベラリスト（古典的自由主義者）が執筆者の中心だったため、『前衛』の雑誌評では、「保守的なくさみが強い」と評されていた。岩波茂雄は1946年4月25日死去するが、吉野の意向だけでは雑誌を刷新することは出来ず、『世界』創刊号から同心会による『心』創刊の前年（1947年）末までの『世界』執筆者は、志賀直哉、中谷宇吉郎、武者小路実篤、安倍能成などのオールドリベラリストが含まれている。
| 順位     | 氏名                                       |
| -------- | ------------------------------------------ |
| 1（6回） | 大内兵衛                                   |
| 2（5回） | 志賀直哉、都留重人、中谷宇吉郎             |
| 3（4回） | 安倍能成、清水幾太郎、恒藤恭、武者小路実篤 |

岩波書店に日本共産党の細胞をつくった日本共産党員の岩波書店社員塙作楽は、同心会は共産主義からほど遠いため、快く感じておらず、同心会の貴族趣味を憎み、吉野に再三同心会の排除を進言し、吉野は「（排除に）基本的に賛成する」と同意を取り付けた。吉野は1948年9月、敗戦日本を占領統治していたGHQから岩波書店に配布された文書『戦争をひきおこす緊迫の原因に関して、ユネスコの八人の社会科学者によってなされた声明』を読み、計略を企てる。吉野は9月28日、静岡県の熱海にいた清水幾太郎に文書を見せ、「日本の学者たちが、このユネスコの声明に応えて、戦争および平和の諸問題を研究し、共同声明を発表することが可能だろうか」と相談し、大阪にいた久野収にも相談し、賛同を取り付けた。そして、ユネスコの会（後の平和問題談話会）が創立され、1948年12月12日「戦争と平和に関する日本の科学者の声明」（『世界』1949年3月号）を発表、「平和の危機はどこにあるか」（『世界』1949年4月号）、「座談会 平和のための教育」（『世界』1949年7月号）等々平和問題談話会関連の特集と論文で『世界』が占められる。同心会は、初期には平和問題談話会に顔を出し、『世界』を舞台にした声明にも参加、しかし徐々にフェードアウト。1950年1月15日の『講和問題についての平和問題談話会声明』では、田中耕太郎、仁科芳雄、津田左右吉、鈴木大拙の署名が抜け、竹山道雄は1946年8月号、田中耕太郎は1950年4月号、武者小路実篤は1953年11月号、柳宗悦は1954年5月号、木村健康は1954年10月号、田中美知太郎は1955年11月号、林健太郎は1956年7月号が最後となり、以後は吉野路線を明確化、今日の進歩的文化人の牙城となっていく。
『日本読書新聞』1946年8月21日の日本出版協会による雑誌世論調査の2062通の回答結果は、「読んでいる雑誌」「読みたい雑誌」「読ませたい雑誌」の全てで『世界』は1位。「今年になって一番感心した雑誌の月と号（1月号から6月号）」上位6冊中に『世界』は4冊（①4月号、②1月号、③3月号、⑤5月号）がランクしており、『世界』1946年9月号「編集後記」に吉野は以下記している。
一方竹内洋によると、『世界』は、1948年から数年間で創刊時の勢力が衰退したという証言がいくつもある。
竹内は、『世界』1951年10月号の「講和問題特集号」が公称15万部なのは、「当時の『世界』の売れ行きにおいて例外的な現象」としている。社会党系の労働組合が大量購入、組合員に配布したこと、購読者のかなりは、大事件であった講和問題に関心があり、平和問題懇話会の全面講和に賛同していたわけではなく、「講和問題特集号」は、単独講和をアメリカ軍による占領の継続よりも優ると評する小泉信三、平和を脅かす本源はソ連とする津田左右吉、安心していい講和など考えるほうがどうかしているとして「小生は悲憤慷慨の仲間入りをする気はしません」とする田中美知太郎の意見も掲載、「講和問題特集号」（10月号の後、11月号が出る前の臨時増刊号）は、『中央公論』の発売よりひと月早く、講和条約が9月8日に締結、発売日を繰り上げ9月1日（通常10日）に発行したことも売り上げに貢献した。
1946年の発行部数が8万部で、さらに需要に追い付いていないのに、発行部数3万部でも余っており、毎日新聞社『全国読書世論調査』では、創刊3年目までは『世界』が『中央公論』以上に読まれていたが、創刊4年目からは『中央公論』が『世界』以上に読まれるようになり、「いつも読む」で『世界』は、1949年から数年間20位台で、1952年にランク外、「買って読む」で『世界』は、1949年にランク外、その後数年は20位台であり、1948年から数年間にわたり、ランクを下降させている。「右翼、左翼をぬきにして割合落ち着いたアカデミズムに寄せられている」とあり、読者は、吉野が嫌った同心会の文化主義を『世界』に求めていたのに、『世界』が平和問題談話会によって政治化、平和問題談話会声明などにより『世界』の論調を「左寄り」にしたことから、既存の読者が『世界』から離反、『世界』は創刊時の愛読者と購読者を激減させた。このように『世界』が進歩的文化人の牙城、左翼の牙城となるのは創刊時からではなく、創刊から数年後、平和問題談話会を立ち上げ、吉野の意向が編集に反映され、『世界』が吉野・平和問題談話会路線を取るようになってからであり、『世界』が吉野・平和問題談話会路線を取り、吉野の意向を紙面に反映させ左翼的論調を取るようになり、購読者を大いに減らすようになった。
1960年代から『世界』の読者数の「長期低落傾向」が起こり、1970年に「掛け値なしで最高7万部」の新左翼ラジカリズム雑誌『現代の眼』や反体制雑誌『情況』（1968年8月号創刊）、同じく反体制雑誌『流動』（1969年12月号創刊）が全共闘運動の勢いに駆って実売3万部となり、『世界』の実売数と同程度か上回る場合もあり、『世界』は影が薄くなる。毎日新聞社『全国読書世論調査』の「買って読む雑誌」「いつも読む雑誌」では、『世界』は1974年「買って読む月刊雑誌」においてランク外となり、1976年「いつも読む月刊雑誌」において50位、1978年にはランク外となるが、『中央公論』は「買って読む雑誌」「いつも読む雑誌」でも1960年代半ばでもさほど順位を下げておらず、『中央公論』が「いつも読む雑誌」のランク外となるのは、1985年になってからであり、それと関連して『世界』30周年記念号における『世界』の編集委員と初代編集長吉野源三郎との座談会で、吉野が編集長を退任後の1967年もしくは1968年頃に「岩波文化人の歴史学者」から『世界』の廃刊の検討が出ている。
1980年代末〜1990年代初頭、ソ連とソ連寄りの東欧社会主義国家が崩壊。ソ連・東欧の「共産圏国家に肩入れしてきた『岩波ブランド』をいよいよ色あせたものにした」結果、『世界』を取り扱っている「書店が都内にいくつあるのか。読者もお気づきと思うが、見なくなった。販売部数の低下はいかんともしがたいようだ」と報じられたことがある。

## 読者層
毎日新聞社実施の『全国読書世論調査』によれば、「買って読む」読者のうち1950年〜1960年までの30歳未満の割合は『世界』の読者では半数だった。
1. 『世界』49.5%
2. 『中央公論』38.3%
3. 『文藝春秋』35.0%

『図書新聞』（1952年4月28日号）が学生を対象におこなった世論調査「学生は何を読むか」（回答者3490、大学生：1438・高校生：2052）によれば、『世界』が1位だった。
1. 『世界』671
2. 『文藝春秋』490
3. 『中央公論』234
4. 『螢雪時代』215
5. 『平凡』186

一方、1952年度の中高年層を含む全世代を対象とした毎日新聞社実施の『全国読書世論調査』では、「買って読む」読者は21位で、「いつも読む」読者はランク外だった。
各大学の調査
『東京大学学生新聞』（1949年5月18日号）「東大新入生生活調査」（回答者1713）の購読雑誌は以下となる。
1. 『世界』249
2. 『中央公論』131
3. 『人間』130
4. 『展望』122
5. 『新潮』104
6. 『文藝春秋』71

『京都大学新聞』（1963年6月17日）京大生「読書調査」月刊誌部門では以下となる。
1. 『世界』50
2. 『文藝春秋』28
3. 『中央公論』15
4. 『前衛』8
5. 『思想』5

『三田新聞』（1950年1月10日号）慶大生の購読雑誌調査は以下となる。
1. 『文藝春秋』275
2. 『リーダーズ・ダイジェスト』134
3. 『中央公論』125
4. 『改造』104
5. 『世界』92

1955年関西大学生調査「よく読む月刊雑誌」は以下となる。
1. 『文藝春秋』120
2. 『中央公論』44
3. 『世界』35

1965年関西大学生調査「よく読む月刊雑誌」は以下となる。
1. 『文藝春秋』
2. 『中央公論』
3. 『リーダーズ・ダイジェスト』
4. 『世界』

同年度に同質問を異大学に行なった『日本読書新聞』（1953年12月7日号）「現代学生の読書生態、日本読書新聞・東京大学新聞研究所共同調査、回答者：東大、早大、日女大」の「1953年10月中に読んだ雑誌」「大学別各政党支持率」は以下となる。
東大
1. 『世界』91
2. 『文藝春秋』68
3. 『週刊朝日』57
4. 『中央公論』39
5. 『自然』21

早大
1. 『週刊朝日』85
2. 『文藝春秋』82
3. 『世界』43
4. 『中央公論』41
5. 『サンデー毎日』37

日女大
1. 『週刊朝日』70
2. 『文藝春秋』53
3. 『婦人公論』26
4. 『リーダーズ・ダイジェスト』25
5. 『中央公論』20

|                    | 東大 | 早大 | 日女大 |
| ------------------ | ---- | ---- | ------ |
| 自由党             | 1.6  | 9.6  | 16.9   |
| 改進党             | 0.8  | 3.5  | 0.5    |
| 右派社会党         | 11.2 | 15.1 | 10.6   |
| 左派社会党         | 32.0 | 22.6 | 6.8    |
| 社会党             | 7.5  | 10.3 | 11.6   |
| 労農党             | 0.8  |      |        |
| 共産党             | 7.5  | 2.7  | 0.5    |
| 支持政党なし・不明 | 38.6 | 36.2 | 53.1   |

結果、東大では、社会党を中心とする左派支持が6割、共産党支持が7.5%、自由党・改進党支持が2.4%、早大では、社会党を中心とする左派支持が5割、共産党支持が2.7%、自由党・改進党支持が13.1%となり、竹内洋は、私学の雄の早稲田でこうであるなら、一般私大生の支持政党はさらに保守寄りとなり、『世界』の読者も下がるため、『世界』は「大学生一般というよりも東大を頂点とした有名国立大学の学生を中心にもっとも愛読された」「級長的革新派雑誌」であり、毎日新聞社実施の1950年以後ほとんどの『全国読書世論調査』で『世界』は、30歳以下の読者が多く、読者カードの紹介などの職業では会社員の割合が少なく、公務員の割合がやや少なく、商業・農業が多く、学生が多く、教員が多く、「『世界』の読者に教員や学生が多いことは、『世界』の啓蒙左翼風を象徴」と述べている。

## 朝鮮半島についての報道と批判
北朝鮮による日本人拉致問題については、北朝鮮（朝鮮民主主義人民共和国）に対する報道姿勢は「冷静に臨む」との旨を宣言している。
1973年から1988年までの長期間、T・K生という、韓国在住を装った匿名の筆者によるレポート『韓国からの通信』が連載され、後に岩波新書で一部がまとめられたが、途中（第4巻『軍政と受難―』）で単行本化は中止された。その理由について、現在まで岩波書店は明解な説明をしていないため、様々な臆測がなされている。筆者の正体も長い間謎とされ、一時は当時の安江編集長が韓国人を騙って書いていたのではないかとも推測がされていた が、2003年になり、当時東京女子大学教授として日本滞在中だった池明観が、T・K生であったと公表している（安江の関与も認めている）。
重村智計は、2002年の著書『最新北朝鮮データブック』（講談社現代新書）において、「雑誌『世界』は、1970年代から80年代にかけ『韓国からの通信』という記事を掲載した。あたかも韓国から書簡が送られてきたかのような体裁を取った論文は、多くの関心を集めた。…著者は『TK生』と記された。…北朝鮮の立場に立っていると思われてもしかたのない論文や記事を掲載しつづけた。韓国の独裁を批判し、民主化支援を叫びながらも、北朝鮮の独裁や民主化、人権問題についての批判は行わなかった。『TK生』論文については、故安江良介編集長（後に社長）が執筆していた、というのが朝鮮問題の専門家たちの判断である。ジャーナリストの基準からすれば明らかに『捏造』である。『拉致否定』掲載は、日本を代表する出版社である岩波書店にとっては『TK生』に次ぐ歴史的な『汚点』である」（19〜20ページ）と記述しており、『世界』編集部は、『韓国からの通信』は、韓国キリスト者の地下グループが集めた情報を日本に運び、亡命韓国キリスト者池明観が執筆したのであり、安江は著者を守るために、原稿を書き写して執筆したのであり、「重村氏の記述は、これを安江氏が執筆したとした上で、『捏造』と誹謗し、原著者の名誉、安江氏の名誉、雑誌『世界』の名誉を毀損しました」と講談社に抗議文を送っている。
韓相一（国民大学教授）は著書『知識人の傲慢と偏見』で、『韓国からの通信』（第4巻）は「『世界』が韓国の民主化に寄与したと確信している」と称しているが、「韓国に対する否定的イメージを極大化しただけでなく、日本の戦後世代に韓国に対する否定的イメージを植え付けることに決定的な役割を果たした」と評している。

## 『朝日新聞』論壇時評との関係
辻村明や竹内洋は『朝日新聞』の論壇時評が『世界』掲載論文をいかに多く取り上げ、しかもそのほとんど全てが好意的に取り上げられたかについて指摘している。八木秀次は、『朝日新聞』の論壇時評は『世界』ばかり取り上げていますもんね、と皮肉を言っている。
辻村明による『朝日新聞』論壇時評（1951年10月〜1980年12月）の量的分析は以下のようになる。
雑誌別言及頻度
1. 『世界』1390
2. 『中央公論』1072
3. 『朝日ジャーナル』（注：1959年3月15日号創刊）556
4. 『文藝春秋』467

否定的に取り上げられた割合
1. 『改造』19%
2. 『自由』15%
3. 『文藝春秋』13%
4. 『中央公論』10%
5. 『世界』5%

| 順位 | 氏名         | 肯定的言及 | 否定的言及 |
| ---- | ------------ | ---------- | ---------- |
| 1    | 中野好夫     | 49         | 2          |
| 2    | 小田実       | 40         | 1          |
| 3    | 清水幾太郎   | 39         | 7          |
| 4    | 加藤周一     | 38         | 0          |
| 5    | 坂本義和     | 36         | 1          |
| 6    | 日高六郎     | 35         | 4          |
| 7    | 都留重人     | 34         | 3          |
| 8    | 大内兵衛     | 33         | 2          |
| 9    | 竹内好       | 30         | 0          |
| 10   | 久野収       | 29         | 1          |
| 11   | 松下圭一     | 29         | 3          |
| 12   | 篠原一       | 26         | 2          |
| 13   | 蠟山政道     | 25         | 2          |
| 14   | 関寛治       | 24         | 1          |
| 15   | 林健太郎     | 23         | 6          |
| 16   | 鶴見俊輔     | 23         | 0          |
| 17   | 高坂正堯     | 23         | 0          |
| 18   | 大江健三郎   | 23         | 0          |
| 19   | 桑原武夫     | 22         | 1          |
| 20   | 福田歓一     | 22         | 2          |
| 21   | 西川潤       | 21         | 0          |
| 22   | 菊地昌典     | 21         | 0          |
| 23   | 丸山真男     | 20         | 0          |
| 24   | 長洲一二     | 20         | 1          |
| 25   | 永井陽之助   | 20         | 0          |
| 26   | 武者小路公秀 | 20         | 0          |

竹内洋は、上位26人のうちのほとんどが『世界』の常連執筆者の岩波文化人で独占、岩波文化人以外では、15位林健太郎、17位高坂正堯、25位永井陽之助など極少数となり、「『世界』は、『朝日新聞』論壇時評での言及頻度がもっとも多いだけでなく、そのほとんどが好意的に取り上げられ」、結果「『世界』のプレゼンスを大きくさせるに大いに与った」と述べている。
1981年1月（高畠通敏）〜2009年2月（松原隆一郎）まで論壇時評者14人の言及した上位15誌は以下となる。
| 順位 | 雑誌名         | 総数 | 肯定的言及 | 否定的言及 |
| ---- | -------------- | ---- | ---------- | ---------- |
| 1    | 世界           | 460  | 93.7%      | 6.3%       |
| 2    | 中央公論       | 355  | 85.6%      | 14.4%      |
| 3    | エコノミスト   | 222  | 95.5%      | 4.5%       |
| 4    | 文藝春秋       | 143  | 90.2%      | 9.8%       |
| 5    | 朝日ジャーナル | 91   | 98.9%      | 1.1%       |
| 6    | Voice          | 80   | 86.3%      | 13.8%      |
| 6    | 諸君!          | 80   | 82.5%      | 17.5%      |
| 8    | 論座           | 73   | 89.0%      | 11.0%      |
| 9    | 現代思想       | 51   | 94.1%      | 5.9%       |
| 9    | 週刊東洋経済   | 51   | 92.2%      | 7.8%       |
| 11   | 月刊現代       | 46   | 93.5%      | 6.5%       |
| 12   | 月刊Asahi      | 39   | 94.9%      | 5.1%       |
| 13   | アスティオン   | 34   | 97.1%      | 2.9%       |
| 13   | 潮             | 34   | 85.3%      | 14.7%      |
| 15   | 正論           | 33   | 84.8%      | 15.2%      |

相変わらず、『世界』と『中央公論』が多く取り上げられ、『世界』を100%とするなら『諸君!』と『Voice』は17%、『正論』は7%になり、論壇時評者14人のうち9人は最も多く言及したのは『世界』であり、残りの論壇時評者の多くは『中央公論』を最も多く言及したが、その場合でも『世界』の言及頻度は2位である。
1985年1月〜1986年末まで論壇時評者だった見田宗介は、初回（1985年1月28日）に論壇誌よりPR誌、運動誌、ミニコミに「核心にふれる現代社会論をみることができることもある」として、「論壇の解体と変容」を論じ、文芸誌や中小メディアに言及したが、宮崎哲弥や竹内洋によると、当時は「画期的」「殻をやぶったユニーク」という評価がマスコミ業界にはあったが、竹内洋は、結果的には言及上位は、他の論壇時評者とさして変わらない『世界』（32）、『中央公論』（31）、『朝日ジャーナル』（17）の「御三家雑誌」であり、『諸君!』『Voice』『正論』は2年間で全く言及がなく、「読者数からして『世界』『中央公論』になんら見劣りしない保守系三誌の掲載論文を完全に無視して、論壇の解体や変容が論じられていたのが不思議というほかなかった」と評している。

## 評価
- 『世界』は軍事政権時代の1980年代までは韓国を厳しく批判していた[47][54]。『世界』は、韓国を「軍事政権」「人権抑圧」など圧政の厳しい批判に終始する一方、北朝鮮に対しては持続的に金日成のインタビューを掲載するなど親北朝鮮路線を取っており[47]、韓相一（国民大学教授）は著書『知識人の傲慢と偏見』において、「まるで金日成のための宣伝の場を提供しているように見えた」と評している[55]。1946年～1989年までの『世界』韓国関連記事を分析した韓相一は、『世界』の南北朝鮮に対する視覚と北朝鮮に対する評価は「非理性的であり、全く均衡が取られていなかった」「『世界』が主張する「北朝鮮＝善、韓国＝悪」のシンプルなロジックは実体や経験に基づいた評価ではなく、また理性的判断によるものでもない」として[47]、「『世界』は北朝鮮の代弁誌に他ならなかった。その偏向した論調は、結果的に、韓・日両民族の和解にとって少しも助けにはならなかった」と批判している。それによると『世界』は、1970年代～1980年代にかけて金日成のインタビュー記事を掲載して北朝鮮の体制を支持してきたが[55][56]、韓国に対しては1970年代～1980年代に経済発展と政治の民主化という近代化を推進している時に、その否定的側面や軍事政権による圧政を批判する記事ばかりを掲載し、「極端に神経症的な態度」で「内政干渉」レベルの批判を執拗に浴びせており、このような編集方針は日本の左派知識人の「実体と経験に全く根拠を置かないまま『北朝鮮＝善』という単純な論理をそのまま表に出していた」のであり、それは彼らの「事実確認と実証的態度」を欠落させた「虚勢と自己欺瞞」であると批判している[55]。韓相一は、均衡が取れなかった理由を、進歩的文化人は日本という地理的制約から実際に主体的に南北朝鮮を見ることができず、そのことからくる無力感・不満・欠乏感が、南北朝鮮の理想と現実を均衡的に判断することができなくなったと結論付けている[47]。
- 重村智計は、『世界』は1984年まで韓国に対して「南朝鮮」の表記を続け、『世界』に寄稿した多くの学者・研究者が、南朝鮮の表記に従い、韓国を存在しない国として扱う「韓国不存在」の虚構の理論を『世界』が推進し[54]、北朝鮮批判の主張を掲載せず、北朝鮮が日本人拉致を認める直前まで「拉致はない」との主張を掲載し続け、拉致問題から国民の目をそらせた責任は大きく[54]、「岩波書店の『犯罪』」が日本での朝鮮問題研究をいびつにしたと批判している[54]。重村は、「『世界』の韓国についての偏見にみちた対応と姿勢」を「日本的オリエンタリズム」と評している[54]。重村は、2013年の著作『激動!! 北朝鮮・韓国そして日本』において、2002年の拉致事件発覚以後「『横田めぐみさんの拉致はない』と、主張していた和田春樹教授や、雑誌『世界』、朝鮮総連が批判された。それでも、彼らはきちんと謝罪しなかった」として[57]、韓国の軍事政権時代、彼ら（朝鮮総連と北朝鮮を支持する和田春樹や『世界』や岩波書店）は、日本人の差別感情を韓国にだけ向けさせる作戦を展開した結果、韓国否定の世論が広がったが、2002年の拉致事件発覚以後、彼ら（朝鮮総連と北朝鮮を支持する和田春樹や『世界』や岩波書店）が増幅した韓国蔑視感情が北朝鮮に向けられ、日本社会は北朝鮮批判と蔑視感情を高ぶらせ、そのことを彼ら（朝鮮総連と北朝鮮を支持する和田春樹や『世界』や岩波書店）は「北朝鮮バッシング」と批判して北朝鮮を擁護しているが、重村は「差別感情を広めた北朝鮮の手先と言うしかないだろう」と評している[58]。
- 高橋源一郎は『世界』が世論をミスリードした原因を検証する企画を「世界の罪」として提案した。しかしその企画が編集者から一笑に付されたことを高橋から聞いた内田樹は「一笑に付したほうが知的な意味では恥ずかしい」と述べている[59]。
- 藤岡信勝は『世界』を「化石化した雑誌」と評している[60]。
- ドナルド・キーンは、敗戦後、日本の学生はカントやマルクスを語るようになったが、それにもかかわらず、その様な言論の自由をもたらしたアメリカを非難する岩波書店の『世界』を好んで読んだ、と評している[61]。
- 竹内洋によると、姫岡勤は共産党員や共産主義者になるほどの勇気はないが、「良心的」な進歩的インテリでありたいという『世界』族の「大学という安全地帯で、良心的なポーズだけはとりたい」「市民派サヨクのゆるい立ち位置」を以下のように批判したという。○○○○とは『世界』族に人気があった非共産党系知識人のことである[62]。

## 歴代編集長
- 1946-1958年 吉野源三郎[63]
- 1967年 玉井乾介
- 1965-1972年 緑川亨[64]
- 1970-1971年 田村義也[65]
- 1972-1988年 安江良介
- 1988-1996年 山口昭男
- 1996-2012年 岡本厚
- 2012-2018年 清宮美稚子
- 2018-2022年 熊谷伸一郎
- 2022年- 堀由貴子